# Dioptis pallene
Dioptis pallene är en fjärilsart som beskrevs av Druce 1893. Dioptis pallene ingår i släktet Dioptis och familjen tandspinnare. Inga underarter finns listade i Catalogue of Life.